# Lijst van afleveringen van Voyage to the Bottom of the Sea
Lijst van afleveringen van de Amerikaanse sciencefictiontelevisieserie Voyage to the Bottom of the Sea.

## Seizoensoverzicht
| Seizoen | Aantal afleveringen | Uitgezonden                       |  |
| ------- | ------------------- | --------------------------------- |  |
| 1       | 32                  | 14 september 1964 – 19 april 1965 |  |
| 2       | 26                  | 19 september 1965 – 20 maart 1966 |  |
| 3       | 26                  | 18 september 1966 – 19 maart 1967 |  |
| 4       | 26                  | 17 september 1967 – 31 maart 1968 |  |

## Seizoen 1
| Productiecode | Afl. | Titel aflevering         | Regisseurs                       | Uitzenddatum VS   |
| ------------- | ---- | ------------------------ | -------------------------------- | ----------------- |
| 101           | 1    | Eleven Days To Zero      | Irwin Allen                      | 14 september 1964 |
| 102           | 2    | The City Beneath The Sea | John Brahm                       | 21 september 1964 |
| 103           | 3    | The Fear-Makers          | Leonard Horn                     | 28 september 1964 |
| 104           | 4    | The Mist Of Silence      | Leonard Horn                     | 5 oktober 1964    |
| 105           | 5    | The Price Of Doom        | James Goldstone                  | 12 oktober 1964   |
| 106           | 6    | The Sky Is Falling       | Leonard Horn                     | 19 oktober 1964   |
| 107           | 7    | Turn Back The Clock      | Alan Crosland Jr.                | 26 oktober 1964   |
| 108           | 8    | The Village Of Guilt     | Irwin Allen                      | 2 november 1964   |
| 109           | 9    | Hot Line                 | John Brahm                       | 9 november 1964   |
| 110           | 10   | Submarine Sunk Here      | Leonard Horn                     | 16 november 1964  |
| 111           | 11   | The Magnus Beam          | Leonard Horn                     | 23 november 1964  |
| 112           | 12   | No Way Out               | Felix E. Feist (als Felix Feist) | 30 november 1964  |
| 113           | 13   | The Blizzard Makers      | Joseph Lejtes (als Josef Leytes) | 7 december 1964   |
| 114           | 14   | The Ghost Of Moby Dick   | Sobey Martin                     | 14 december 1964  |
| 115           | 15   | Long Live The King       | Laslo Benedek                    | 21 december 1964  |
| 116           | 16   | Hail To The Chief        | Gerd Oswald                      | 28 december 1964  |
| 117           | 17   | The Last Battle          | Felix E. Feist (als Felix Feist) | 4 januari 1965    |
| 118           | 18   | Mutiny                   | Sobey Martin                     | 11 januari 1965   |
| 119           | 19   | Doomsday                 | James Goldstone                  | 18 januari 1965   |
| 120           | 20   | The Invaders             | Sobey Martin                     | 25 januari 1965   |
| 121           | 21   | The Indestructible Man   | Felix E. Feist (als Felix Feist) | 1 februari 1965   |
| 122           | 22   | The Buccaneer            | Laslo Benedek                    | 8 februari 1965   |
| 123           | 23   | The Human Computer       | James Goldstone                  | 15 februari 1965  |
| 124           | 24   | The Saboteur             | Felix E. Feist (als Felix Feist) | 22 februari 1965  |
| 125           | 25   | Cradle Of The Deep       | Sobey Martin                     | 1 maart 1965      |
| 126           | 26   | The Amphibians           | Felix E. Feist (als Felix Feist) | 8 maart 1965      |
| 127           | 27   | The Exile                | James Goldstone                  | 15 maart 1965     |
| 128           | 28   | The Creature             | Sobey Martin                     | 22 maart 1965     |
| 129           | 29   | The Enemies              | Felix E. Feist (als Felix Feist) | 29 maart 1965     |
| 130           | 30   | Secret Of The Loch       | Sobey Martin                     | 5 april 1965      |
| 131           | 31   | The Condemned            | Leonard Horn                     | 12 april 1965     |
| 132           | 32   | The Traitor              | Sobey Martin                     | 19 april 1965     |

## Seizoen 2
| Productiecode | Afl. | Titel aflevering             | Regisseurs                       | Uitzenddatum VS   |
| ------------- | ---- | ---------------------------- | -------------------------------- | ----------------- |
| 201           | 33   | Jonah And The Whale          | Sobey Martin                     | 19 september 1965 |
| 202           | 34   | Time Bomb                    | Sobey Martin                     | 26 september 1965 |
| 203           | 35   | And Five Of Us Are Left      | Harry Harris                     | 3 oktober 1965    |
| 204           | 36   | The Cyborg                   | Leo Penn                         | 17 oktober 1965   |
| 205           | 37   | Escape From Venice           | Alex March                       | 24 oktober 1965   |
| 206           | 38   | The Left-Handed Man          | Jerry Hopper                     | 31 oktober 1965   |
| 207           | 39   | The Deadliest Game           | Sobey Martin                     | 7 november 1965   |
| 208           | 40   | Leviathan                    | Harry Harris                     | 14 november 1965  |
| 209           | 41   | The Peacemaker               | Sobey Martin                     | 21 november 1965  |
| 210           | 42   | The Silent Saboteurs         | Sobey Martin                     | 28 november 1965  |
| 211           | 43   | The X Factor                 | Leonard Horn                     | 5 december 1965   |
| 212           | 44   | The Machines Strike Back     | Nathan Juran                     | 12 december 1965  |
| 213           | 45   | The Monster From Outer Space | James B. Clark (als James Clark) | 19 december 1965  |
| 214           | 46   | Terror On Dinosaur Island    | Leonard Horn                     | 26 december 1965  |
| 215           | 47   | Killers Of The Deep          | Harry Harris                     | 2 januari 1966    |
| 216           | 48   | Deadly Creature Below        | Sobey Martin                     | 9 januari 1966    |
| 217           | 49   | The Phantom Strikes          | Sutton Roley                     | 16 januari 1966   |
| 218           | 50   | The Sky's On Fire            | Gerald Mayer                     | 23 januari 1966   |
| 219           | 51   | Graveyard Of Fear            | Jus Addiss (als Justus Addiss)   | 30 januari 1966   |
| 220           | 52   | The Shape Of Doom            | Nathan Juran                     | 6 februari 1966   |
| 221           | 53   | Dead Men's Doubloons         | Sutton Roley                     | 13 februari 1966  |
| 222           | 54   | The Death Ship               | Abner Biberman                   | 20 februari 1966  |
| 223           | 55   | The Monster's Web            | Jus Addiss (als Justus Addiss)   | 27 februari 1966  |
| 224           | 56   | The Menfish                  | Tom Gries                        | 6 maart 1966      |
| 225           | 57   | The Mechanical Man           | Sobey Martin                     | 13 maart 1966     |
| 226           | 58   | Return Of The Phantom        | Sutton Roley                     | 20 maart 1966     |

## Seizoen 3
| Productiecode | Afl. | Titel aflevering         | Regisseurs                     | Uitzenddatum VS   |
| ------------- | ---- | ------------------------ | ------------------------------ | ----------------- |
| 301           | 59   | Monster From The Inferno | Harry Harris                   | 18 september 1966 |
| 302           | 60   | Werewolf                 | Jus Addiss (als Justus Addiss) | 25 september 1966 |
| 303           | 61   | The Day The World Ended  | Jerry Hopper                   | 2 oktober 1966    |
| 304           | 62   | Night of Terror          | Jus Addiss (als Justus Addiss) | 9 oktober 1966    |
| 305           | 63   | The Terrible Toys        | Jus Addiss (als Justus Addiss) | 16 oktober 1966   |
| 306           | 64   | Day of Evil              | Jerry Hopper                   | 23 oktober 1966   |
| 307           | 65   | Deadly Waters            | Gerald Mayer                   | 30 oktober 1966   |
| 308           | 66   | Thing From Inner Space   | Alex March                     | 6 november 1966   |
| 309           | 67   | The Death Watch          | Leonard Horn                   | 13 november 1966  |
| 310           | 68   | Deadly Invasion          | Nathan Juran                   | 20 november 1966  |
| 311           | 69   | The Haunted Submarine    | Harry Harris                   | 27 november 1966  |
| 312           | 70   | The Plant Man            | Harry Harris                   | 4 december 1966   |
| 313           | 71   | The Lost Bomb            | Gerald Mayer                   | 11 december 1966  |
| 314           | 72   | The Brand Of The Beast   | Jus Addiss (als Justus Addiss) | 18 december 1966  |
| 315           | 73   | The Creature             | Jus Addiss (als Justus Addiss) | 1 januari 1967    |
| 316           | 74   | Death From The Past      | Jus Addiss (als Justus Addiss) | 8 januari 1967    |
| 317           | 75   | The Heat Monster         | Gerald Mayer                   | 15 januari 1967   |
| 318           | 76   | The Fossil Men           | Jus Addiss (als Justus Addiss) | 22 januari 1967   |
| 319           | 77   | The Mermaid              | Jerry Hopper                   | 29 januari 1967   |
| 320           | 78   | The Mummy                | Harry Harris                   | 5 februari 1967   |
| 321           | 79   | The Shadowman            | Jus Addiss (als Justus Addiss) | 12 februari 1967  |
| 322           | 80   | No Escape From Death     | Harry Harris                   | 19 februari 1967  |
| 323           | 81   | Doomsday Island          | Jerry Hopper                   | 26 februari 1967  |
| 324           | 82   | The Wax Men              | Harmon Jones                   | 5 maart 1967      |
| 325           | 83   | Deadly Cloud             | Jerry Hopper                   | 12 maart 1967     |
| 326           | 84   | Destroy Seaview!         | Jus Addiss (als Justus Addiss) | 19 maart 1967     |

## Seizoen 4
| Productiecode | Afl. | Titel aflevering         | Regisseurs                               | Uitzenddatum VS   |
| ------------- | ---- | ------------------------ | ---------------------------------------- | ----------------- |
| 401           | 85   | Fires Of Death           | Jerry Hopper                             | 17 september 1967 |
| 402           | 86   | The Deadly Dolls         | Harry Harris                             | 1 oktober 1967    |
| 403           | 87   | Cave Of The Dead         | Harry Harris                             | 8 oktober 1967    |
| 404           | 88   | Journey With Fear        | Harry Harris                             | 15 oktober 1967   |
| 405           | 89   | Sealed Orders            | Jerry Hopper                             | 22 oktober 1967   |
| 406           | 90   | Man Of Many Faces        | Harry Harris                             | 29 oktober 1967   |
| 407           | 91   | Fatal Cargo              | Jerry Hopper                             | 5 november 1967   |
| 408           | 92   | Time Lock                | Jerry Hopper                             | 12 november 1967  |
| 409           | 93   | Rescue                   | Jus Addiss (als Justus Addiss)           | 19 november 1967  |
| 410           | 94   | Terror                   | Jerry Hopper                             | 26 november 1967  |
| 411           | 95   | A Time To Die            | Robert Sparr                             | 3 december 1967   |
| 412           | 96   | Blow Up                  | Jus Addiss (als Justus Addiss)           | 10 december 1967  |
| 413           | 97   | The Deadly Amphibians    | Jerry Hopper                             | 17 december 1967  |
| 414           | 98   | The Return Of Blackbeard | Jus Addiss (als Justus Addiss)           | 31 december 1967  |
| 415           | 99   | The Terrible Leprechaun  | Jerry Hopper                             | 7 januari 1968    |
| 416           | 100  | The Lobster Man          | Jus Addiss (als Justus Addiss)           | 21 januari 1968   |
| 417           | 101  | Nightmare                | Charles R. Rondeau (als Charles Rondeau) | 28 januari 1968   |
| 418           | 102  | The Abominable Snowman   | Robert Sparr                             | 4 februari 1968   |
| 419           | 103  | Secret Of The Deep       | Charles R. Rondeau (als Charles Rondeau) | 11 februari 1968  |
| 420           | 104  | Man-Beast                | Jerry Hopper                             | 18 februari 1968  |
| 421           | 105  | Savage Jungle            | Robert Sparr                             | 25 februari 1968  |
| 422           | 106  | Flaming Ice              | Robert Sparr                             | 3 maart 1968      |
| 423           | 107  | Attack!                  | Jerry Hopper                             | 10 maart 1968     |
| 424           | 108  | The Edge Of Doom         | Jus Addiss (als Justus Addiss)           | 17 maart 1968     |
| 425           | 109  | The Death Clock          | Charles R. Rondeau (als Charles Rondeau) | 24 maart 1968     |
| 426           | 110  | No Way Back              | Robert Sparr                             | 31 maart 1968     |

## Overzicht regisseurs met aantal afleveringen
| Regisseur                                | Afleveringen |
| ---------------------------------------- | ------------ |
| Jus Addiss (als Justus Addiss)           | 16           |
| Jerry Hopper                             | 15           |
| Sobey Martin                             | 14           |
| Harry Harris                             | 12           |
| Leonard Horn                             | 9            |
| Felix E. Feist (als Felix Feist)         | 6            |
| Robert Sparr                             | 5            |
| James Goldstone                          | 4            |
| Gerald Mayer                             | 4            |
| Nathan Juran                             | 3            |
| Sutton Roley                             | 3            |
| Charles R. Rondeau (als Charles Rondeau) | 3            |
| Irwin Allen                              | 2            |
| John Brahm                               | 2            |
| Laslo Benedek                            | 2            |
| Alex March                               | 2            |
| Alan Crosland Jr.                        | 1            |
| Joseph Lejtes (als Josef Leytes)         | 1            |
| Gerd Oswald                              | 1            |
| Leo Penn                                 | 1            |
| James B. Clark (als James Clark)         | 1            |
| Abner Biberman                           | 1            |
| Tom Gries                                | 1            |
| Harmon Jones                             | 1            |